# Suzanne Pleshette
Suzanne Pleshette (31. ledna 1937 New York – 19. ledna 2008 Los Angeles) byla americká herečka. Svou hereckou kariéru zahájila nejprve v divadle. Po několika seriálech následovala v roce 1958 i její první filmová role ve filmu The Geisha Boy. Za roli Ziry v animovaném filmu Lví král 2: Simbův příběh (1998) byla nominovaná na cenu Annie.
Byla celkem třikrát vdaná, poprvé za herce Troye Donahue (1964), podruhé za olejáře Tommyho Gallaghera (1968–2000) a naposledy za herce Toma Postona (2001–2007).